# Louis Léopold Boilly

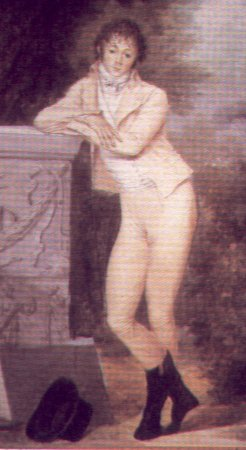
Zelfportret, ca. 1800

Louis Leopold Boilly (La Bassée, 5 juli 1761 - Parijs, 4 januari 1845) was een Franse schilder, tekenaar en graveur, vooral bekend door zijn schilderijen van het Parijse (straat)leven in de jaren die op de Revolutie volgen.

## Leven
Als de zoon van een houtbewerker was hij afkomstig uit een bescheiden milieu. Hij ging op 17-jarige leeftijd als schildersleerling aan de slag bij Dominique Doncre om zich in 1785 in Parijs te vestigen.  Na  de Salon van 1791, waar zijn werken voor het eerst te zien waren, werd hij bekend door zijn portretten en schilderijen van hoffelijke of pikante thema's.
Een erotisch schilderij bracht hem ook in de problemen. In 1794, werd hij door de schilder Jean-Baptiste Wicar, een puriteinse revolutionair, wegens obsceniteit aangegeven, en het republikeinse Genootschap van de kunsten klaagde hem aan. Er dreigde een gevangenisstraf, maar Boilly wist die af te wenden. Hij produceerde een reeks schilderijen over patriottische onderwerpen, waaronder de Zege van Marat, die verschillende aspecten van het alledaagse Parijse leven weergeven. 
Deze minutieus uitgevoerde schilderijen geven de hele verscheidenheid van het stadsleven, de kostuums die gedragen werden en gebruiken weer in de periode tussen Revolutie en de Restauratie. Zij werden zeer goed door het publiek van de Salon ontvangen, dat hem in 1804 dan ook een gouden medaille toekende. In 1823, produceerde Boilly een reeks humoristische lithografieën, de Grimassen. Hij werd door de Franse regering onderscheiden met een benoeming tot Ridder in het Legioen van Eer. In 1833 werd hij lid van het Institut de France. Zijn werk, dat in totaal ongeveer vijfduizend portretten en vijfhonderd straatscènes telt, is behalve van artistiek, ook van documentair belang.
Zijn drie zonen, Julien Leopold (1796-1874), Édouard (1799-1854) en Alphonse Leopold (1801-1867), waren eveneens kunstschilders.